# Chilostoma ziegleri
Chilostoma ziegleri е вид коремоного от семейство Helicidae. Видът е почти застрашен от изчезване.

## Разпространение
Разпространен е в Австрия, Италия и Словения.